# لوئیس باربرو
لوئیس باربرو (اسپانیایی: Luis Barbero‎؛ ۸ اوت ۱۹۱۶ – ۳ اوت ۲۰۰۵) بازیگر اهل اسپانیا بود.
از فیلم‌هایی که وی در آن نقش داشته‌است، می‌توان به دل دیوانه، سرکش، خاور باختر، در غیر این صورت عصبانی میشیم، کندو و مار و پله اشاره کرد.